# Nils Torvalds
Nils Ole Hilmer Torvalds (født 7. august 1945) er siden 2012 finsk medlem af Europa-Parlamentet, valgt for Svenska folkpartiet i Finland (indgår i parlamentsgruppen ALDE).
Nils Torvalds er far til Linux-skaberen Linus Torvalds.